# Tramlijn Amsterdam - Sloterdijk
Het dorp Sloterdijk kreeg zijn eerste tramverbinding in 1882. Sinds 20 september 1839 werd het dorp al doorkruist door de spoorlijn Amsterdam – Haarlem (de eerste spoorlijn van Nederland), doch slechts enkele treinen stopten hier. In het laatste kwart van de 19e eeuw werden op vele plaatsen in Nederland nieuwe tramlijnen aangelegd. Voor het lokale vervoer tussen het dorp en de stad Amsterdam werd een tramlijn aangelegd. In Amsterdam was na de eerste paardentramlijn sinds 1875 een heel netwerk aan lijnen ontstaan, onder andere met een lijn naar het Haarlemmerplein in 1879.

## Stoomtram
In 1881 vertrok ook de eerste stoomtram, van Amsterdam naar het Gooi, en de tweede stoomtramlijn vanuit Amsterdam werd de verbinding naar Sloterdijk, die een jaar later ging rijden. Op 22 augustus 1882 startte de stoomtramdienst vanaf het Nassauplein via de Haarlemmerweg tot bij het dorp Sloterdijk. De lijn was enkelsporig aan de noordkant van de weg, langs het water van de trekvaart aangelegd. De exploitatie werd verzorgd door de C.V. Stoomtram-Maatschappij Amsterdam – Sloterdijk (SMAS).

## Paardentram
De stoomtractie was geen succes en al zes jaar later, op 8 mei 1888, werd de stoomtram door een paardentram vervangen. In 1892 werd de exploitatie overgenomen door de (Tweede) Noord-Hollandsche Tramweg-Maatschappij, die in 1888 een stoomtramdienst van Amsterdam-Noord naar Edam was gestart. Ook in 1892 werd de paardentram verlengd over de Singelgracht naar het Haarlemmerplein, waar aansluiting werd verkregen op de paardentramlijnen van de Amsterdamsche Omnibus Maatschappij (AOM).

## Gemeentetram
Per 25 oktober 1905 werd de dienst naar Sloterdijk overgenomen door de in 1900 opgerichte Gemeentetram Amsterdam. Tussen 1900 en 1906 werd het hele toen bestaande paardentramnet geëlektrificeerd, behalve de lijn naar Sloterdijk, die pas in 1916 aan de beurt kwam. Vanaf 1906 was het eindpunt ook weer op het Nassauplein, waar kon worden overgestapt op de elektrische tramlijn 5, die van de Spaarndammerbuurt, via het Haarlemmerplein, richting het Centraal Station en verder reed. De lijn naar Sloterdijk was tevens de laatste paardentramlijn die door de Gemeentetram Amsterdam werd geëxploiteerd, totdat per 1 januari 1921 door annexatie van de gemeente Sloten de paardentram naar Sloten in handen van de gemeente Amsterdam kwam. Toen was de tram naar Sloterdijk ook geen interlokale lijn meer, omdat deze nu geheel binnen Amsterdam kwam te liggen.

## Elektrische tram
Toen per 4 augustus 1916 de elektrische tram van de Gemeentetram naar Sloterdijk ging, kreeg deze het lijnnummer 12 (lijnkleur wit-rood horizontaal). De lijn kreeg ook meer wisselplaatsen, terwijl het deel tussen Nassauplein en Van Hallstraat dubbelsporig werd. Daardoor kon met een hogere frequentie dan voorheen worden gereden. Tot 28 september 1922 bleef lijn 12 naar Sloterdijk rijden, daarna nam lijn 18 (lijnkleur blauw-wit verticaal) het over. Deze lijn verbond toen Sloterdijk via de Haarlemmerweg, Haarlemmerdijk- en straat, Centraal Station en Prins Hendrikkade met het Mariniersplein op Kattenburg. Deze verbinding bleef zo bestaan tot 1 januari 1932, toen lijn 18 werd ingekort tot het traject Sloterdijk – Nassauplein. Tussen 9 oktober 1944 en 28 april 1947 was de dienst stilgelegd, daarna reed lijn 18 nog tot 1 januari 1951, toen de tramdienst definitief werd vervangen door een busdienst. Aanvankelijk was dit buslijn L, doch op 5 september 1965 keerde het lijnnummer 18 weer terug op de Haarlemmerweg, nu als buslijn die het Nassauplein via Sloterdijk en Bos en Lommerplein met Slotervaart verbond. Sinds 2006 rijdt lijnnummer 21 deze route.

## Andere tramlijnen naar Sloterdijk
Naast de hier beschreven tramlijn is Sloterdijk van 1904 tot 1957 per tram via de Admiraal de Ruijterweg bereikbaar geweest met de tramlijn Amsterdam - Zandvoort, met van 1913 tot 1954 een speciale lokaaldienst, van 1982 tot in 2018 met tramlijn 12 van het Gemeentevervoerbedrijf Amsterdam, van 1982 tot 1989 met tramlijn 14 en sinds de zomer van 2018 met tramlijn 19. Met lijn 19 zijn de lijnkleuren van de elektrische tramlijn 12 uit 1916 weer terug in Sloterdijk.

## Geraadpleegde literatuur
De data van wijzigingen in de tramlijnen zijn ontleend aan de publicatie 'Lijnenloop Openbaar Vervoer Amsterdam, 1839 - 1989', door H.J.A. Duparc (1989).